# Le Journal de l'Orne
Le Journal de l'Orne est un journal hebdomadaire français diffusé le jeudi dans la région d'Argentan.
Le Journal de l'Orne couvre les cantons d'Argentan, Écouché, Mortrée, Exmes, Trun, Briouze, Putanges, Vimoutiers, Gacé et Falaise (Calvados).

## Histoire
Le journal de l'Orne « politique, statistique et littéraire » est fondé le 24 janvier 1803 par Louis Du Bois (1773-1855), bibliothécaire et franc-maçon, enseignant à l'occasion.
Le Journal de l'Orne recréé en janvier 1852, qualifié de « grand organe conservateur de l’arrondissement » par Jean Quellien et Christophe Mauboussin.
Il cesse de paraître le 2 janvier 1944. Il est rebaptisé Le Journal de l'Orne en mars 1950.
Le groupe Méaulle rachète le titre en 1980. Avec 7 100 exemplaires diffusés en 1998 le titre est le moins diffusé du groupe Méaulle.
Il fait partie du groupe de presse Publihebdos depuis 2001.